# 비주얼드림 (Pop!Pop!)
〈비주얼드림 (Pop!Pop!)〉은 대한민국의 걸 그룹 소녀시대의 노래이다. 인텔의 신제품 2세대 인텔 코어 프로세스 패밀리를 홍보하기 위하여 만들어진 곡이다. 2011년 1월 14일에 티저 영상이 공개되었으며, 정식 음원은 1월 17일 공개되었다. 1월 18일에는 뮤직 비디오가 공개되었으며, 인텔 신제품 발표회에서 첫 무대를 선보였다.

## 수록 곡
비주얼드림 (Pop!Pop!)은 김부민이 작사하였으며, hitchhiker가 작곡하였다.
| #  | 제목                      | 작사   | 작곡       | 재생 시간 |
| -- | ------------------------- | ------ | ---------- | --------- |
| 1. | 〈비주얼드림 (Pop!Pop!)〉 | 김부민 | hitchhiker | 3:19      |